# میدوی، شهرستان وودبوری، آیووا
میدوی (به انگلیسی: Midway) یک منطقهٔ مسکونی در ایالات متحده آمریکا است که در شهرستان وودبری، آیووا واقع شده‌است. میدوی ۴۴۴٫۱ متر بالاتر از سطح دریا واقع شده‌است.